# Kees Smit (Fußballspieler, 1940)
Cornelis Johannes Vincentius „Kees“ Smit (* 25. Februar 1940 in Haarlem, Niederlande; † 15. April 2025 in Erie, Pennsylvania, Vereinigte Staaten) war ein niederländischer Fußballspieler.

## Karriere
Smit gehörte bereits 19-jährig Ajax Amsterdam an, für den Verein er von 1959 bis 1964 in der Eredivisie, der höchsten Spielklasse im niederländischen Fußball, Punktspiele bestritt.  Seine Premierensaison im Seniorenbereich schloss er mit dem Gewinn der Meisterschaft ab – nachdem in einem notwendig gewordenen Ausscheidungsspiel der punktgleiche Feyenoord Rotterdam, der Torquotient war seinerzeit nicht ausschlaggebend, mit 5:1 bezwungen wurde. In der Folgesaison sicherte sich Feyenoord Rotterdam mit zwei Punkten Vorsprung auf seinen Verein die Meisterschaft, doch mit dem Gewinn des KNVB-Pokal (3:0-Sieg über NAC Breda) gewann er dennoch einen Titel, zu dem er in drei Gruppenspielen und dem Spiel in der 1. Runde beigetragen hatte.
Mit Ajax Amsterdam nahm er an der 1. Ausspielung des International Football Cup, auch als Rappan-Pokalwettbewerb bekannt, teil. In der Gruppe B2 bestritt er am 25. Juni 1961 das Spiel beim Malmö FF, das 1:1 unentschieden endete. Sein zweiter internationaler Einsatz auf Vereinsebene war dann schon das Finalspiel gegen Feyenoord Rotterdam, der vor 40.260 Zuschauern im Olympiastadion Amsterdam mit 4:2 bezwungen wurde; alle vier Tore erzielten die Brüder Cees und Henk Groot. In der Meisterschaft 1962 Vierter, 1963 Zweiter und 1964 Fünfter; Neuling DWS Amsterdam gewann überraschend seine erste und bis heute einzige Meisterschaft, und nach insgesamt sechs nationalen und elf internationalen Pokalspielen verließ er Stadt und Verein.
Von Juli 1964 bis Dezember 1966 spielte er in Zaanstreek für den dort ansässigen Zweitligisten FC Zaanstreek, anschließend eine Saison lang für den drittklassigen HFC Haarlem, bevor er das Wagnis einging, in den Vereinigten Staaten zu helfen, Fußball mehr Popularität zu verleihen. Während seiner Vereinszugehörigkeit zu den Pittsburgh Phantoms kam er in der National Professional Soccer League in sieben Spielen zum Einsatz, in denen er ein Tor erzielte.

## Erfolge
Ajax Amsterdam
- IFC-Sieger: 1961/62
- Niederländischer Meister: 1959/60
- KNVB-Pokal-Sieger: 1960/61

HFC Haarlem
- Meister der Tweede Divisie: 1966/67